# Billy Zane
William George Zane Jr., més conegut com a Billy Zane (Chicago, 24 de febrer de 1966), és un actor i director estatunidenc. Potser és més conegut pel seu paper com Caledon Hockley "Cal" a la pel·lícula Titanic de 1997, i The Phantom, la pel·lícula epònima de 1996, basada en el còmic de superherois. A partir de l'any 2007, Zane ha aparegut en més de 50 pel·lícules i nombroses sèries de televisió.

## Biografia
Billy Zane va néixer a Chicago, Illinois, i els seus pares Thalia i William George Zane eren actors i fundadors d'una escola de tècniques mèdiques. El cognom original de la seva família és "Zanetakos", i fou canviat per "Zane", per part dels seus avis. La seva mare és de Grècia i el seu pare d'Amèrica. Zane va ser educat en la religió ortodoxa grega. Nascut amb Pectus excavatum des de petit practicà molt d'esport perquè no se li notés el més mínim. Té una germana gran, Lisa Zane, qui també és actriu. Després de completar un any a l'estranger a TASIS (l'escola americana de Suïssa), Zane es graduà a l'Escola Francis W. Parker i assistí al Teatre d'Arts Harand Camp, ubicat a Elkhart Lake, Wisconsin.

## Vida personal
Zane es casà amb l'actriu Lisa Collins el 1989. La parella es divorcià el 1995. També dedicà un temps a l'actriu xilena Leonor Varela, coprotagonista al telefilm de 1999, Cleopatra, en la que interpretà Marcus Antonius. El 2006, Zane es casà amb l'actriu i model britànica Kelly Brook a qui va conèixer en el set de Survival Island 3 (títol del Regne Unit). Entre les seves aficions està l'equitació, la pintura, la natació, la fotografia, discs, caminar per la natura, muntar a bicicleta, i la recol·lecció de cotxes. El 1999, Zane participà en el primer rally Gumball 3000, conduint un Aston Martin DB5 de 1964. Va aparèixer al vídeo musical Epiphany de Staind, i al vídeo Dope Show del seu amic Marilyn Manson.
Zane fou el productor executiu d'un CD realitzat per Tim O'Connor. El disc inclou tres cançons de Calma total, on Zane hi té un dels papers principals.

## Filmografia
Les seves pel·lícules més destacades són:

### Cinema
| Any  | Pel·lícula                                     | Paper                           | Notes               |
| ---- | ---------------------------------------------- | ------------------------------- | ------------------- |
| 1985 | Back to the Future                             | Match                           |                     |
| 1986 | Critters                                       | Steve Elliot                    |                     |
| 1986 | Brotherhood of Justice                         | Les                             |                     |
| 1989 | Going Overboard                                | Rei Neptú                       |                     |
| 1989 | Calma total (Dead Calm)                        | Hughie Warriner                 |                     |
| 1989 | Retorn al futur 2 (Back to the Future Part II) | Match                           |                     |
| 1990 | Megaville                                      | Raymond Palinov/Jensen          |                     |
| 1990 | Memphis Belle                                  | Tinent Val Kozlowski            |                     |
| 1990 | Milions                                        | Maurizio Ferretti               |                     |
| 1991 | Femme Fatale                                   | Elijah                          |                     |
| 1991 | Blood and Concrete: A Love Story               | Joey Turks                      |                     |
| 1992 | Lake Consequence                               | Billy                           |                     |
| 1992 | Orlando                                        | Shelmerdine                     |                     |
| 1993 | Flashfire                                      | Jack Flinder                    |                     |
| 1993 | Al cor de la jungla (Sniper)                   | Richard Miller                  |                     |
| 1993 | Posse                                          | Coronel Graham                  |                     |
| 1993 | Tombstone                                      | Fabian                          |                     |
| 1994 | Reflections on a Crime                         | Colin                           |                     |
| 1994 | The Silence of the Hams                        | Jo Dee Fostar                   |                     |
| 1994 | Només tu (Only You)                            | Harry                           |                     |
| 1995 | Reflections in the Dark                        | Colin                           |                     |
| 1995 | The Set-Up                                     | Charles Thorpe                  |                     |
| 1995 | Tales from the Crypt Presents: Demon Knight    | El col·leccionista              |                     |
| 1996 | The Phantom                                    | The Phantom/Kit Walker          |                     |
| 1996 | Només es viu una vegada (Head Above Water)     | Kent                            |                     |
| 1997 | Danger Zone                                    | Rick Morgan                     |                     |
| 1997 | This World, Then the Fireworks                 | Marty                           |                     |
| 1997 | Titanic                                        | Caledon N. "Cal" Hockley        |                     |
| 1998 | I Woke Up Early the Day I Died                 | El lladre                       |                     |
| 1998 | El pla de la Susan (Susan's Plan)              | Sam Myers                       |                     |
| 1998 | Pocahontas II: Journey to a New World          | John Rolfe                      | Veu                 |
| 1999 | Promise Her Anything                           | George Putter                   |                     |
| 2001 | Zoolander                                      | Ell mateix                      | no surt als crèdits |
| 2001 | El creient (The Believer)                      | Curtis Zampf                    |                     |
| 2001 | CQ                                             | Mr. E                           |                     |
| 2001 | Morgan's Ferry                                 | Sam                             |                     |
| 2002 | Claim                                          | Roberto Bealing                 |                     |
| 2002 | Landspeed                                      | Michael Sanger                  |                     |
| 2003 | Silent Warnings                                | Xèrif Bill Willingham           | Telefilm            |
| 2003 | Vlad                                           | Adrian                          |                     |
| 2003 | The Kiss                                       | Alan Roberts/jove Philip Naudet |                     |
| 2003 | Starving Hysterical Naked                      | Jack                            |                     |
| 2003 | Imaginary Grace                                | Nero                            |                     |
| 2004 | Silver City                                    | Chandler Tyson                  |                     |
| 2004 | Big Kiss                                       | Billy                           |                     |
| 2005 | L'últim salt (The Last Drop)                   | Robert Oates                    |                     |
| 2005 | Dead Fish                                      | Virgil                          |                     |
| 2005 | The Pleasure Drivers                           | Marvin                          |                     |
| 2006 | BloodRayne                                     | Elrich                          |                     |
| 2006 | Survival Island                                | Jack                            |                     |
| 2006 | Valley of the Wolves: Iraq                     | Sam William Marshall            |                     |
| 2006 | Memory                                         | Taylor Briggs                   |                     |
| 2007 | The Mad                                        | Jason Hunt                      |                     |
| 2007 | Fishtales                                      | Professor Thomas Bradley        | Coproductor         |
| 2007 | Alien Agent                                    | Tom / Saylon                    |                     |
| 2008 | Perfect Hideout                                | Victor                          |                     |
| 2008 | The Man Who Came Back                          | Ezra                            |                     |
| 2008 | Love N' Dancing                                | Kent Krandel                    |                     |
| 2009 | Surviving Evil                                 | Sebastian 'Seb' Beazley         |                     |
| 2009 | Blue Seducton                                  | Mikey Taylor                    |                     |
| 2009 | Evil – In the Time of Heroes                   | El profeta                      |                     |
| 2009 | Darfur                                         | Bob Jones                       |                     |
| 2009 | The Hessen Affair                              | Jack Durant                     |                     |
| 2010 | Magic Man                                      | Darius                          |                     |
| 2010 | The Confidant                                  | Monty                           |                     |
| 2010 | Enemies Among Us                               | Graham                          |                     |
| 2011 | The Roommate                                   | Professor Roberts               |                     |
| 2011 | Boop                                           | Max Fleischer                   | Curt                |
| 2011 | Sniper: Reloaded                               | Richard Miller                  |                     |
| 2011 | Mercenaries                                    | Coronel Torida                  |                     |
| 2011 | Flutter                                        | Edwin                           |                     |
| 2011 | Mysteria                                       | Productor                       |                     |
| 2011 | Lovemakers                                     | L'agent de Jake                 |                     |
| 2011 | Guido                                          | Sid Shine                       |                     |
| 2012 | The Scorpion King 3: Battle for Redemption     | King Talus                      |                     |
| 2012 | Electrick Children                             | Paul McKnight                   |                     |
| 2012 | Mama, I Want to Sing!                          | Dillan                          |                     |
| 2012 | A Green Story                                  | Greg Hutchins                   |                     |
| 2012 | Two Jacks                                      | Max Faraday                     |                     |
| 2012 | Border Run                                     | Aaron Talbert                   |                     |
| 2012 | Dark Star Hollow                               | El diable                       |                     |
| 2013 | The Employer                                   | Alan                            |                     |
| 2013 | The Kill Hole                                  | Marshall                        |                     |
| 2013 | Blood of Redemption                            | Quinn Forte                     |                     |
| 2013 | Come Find Me                                   | Oncle                           | Curt                |
| 2014 | Scorned                                        | Kevin                           |                     |
| 2014 | The Ganzfield Haunting                         | Pare                            |                     |
| 2014 | HUVr                                           | Ell mateix                      | Curt                |
| 2014 | Ghost of Goodnight Lane                        | Alan                            |                     |
| 2014 | Mining for Ruby                                | Professor Sam Goodwell          |                     |
| 2014 | A Winter Rose                                  | Preston Holdsworth              |                     |
| 2015 | Zombie Killers: Elephant's Graveyard           | Seiler                          |                     |
| 2015 | Billy Zayn Thinks Zayn Tweets Are About Him    | Ell mateix                      | Curt                |
| 2015 | West of Redemption                             | Hank Keller                     |                     |
| 2015 | Trouble Sleeping                               | Charles                         |                     |
| 2016 | Zoolander No. 2                                | Ell mateix                      |                     |
| 2016 | Dead Rising: Endgame                           | Leo Rand                        |                     |
| 2016 | Blue World Order                               |                                 |                     |
| 2016 | White Island                                   | Leo                             |                     |
| 2016 | Sniper: Ghost Shooter                          | Richard Miller                  |                     |

### Televisió
| Any       | Pel·lícula                             | Paper                        | Notes                                           |
| --------- | -------------------------------------- | ---------------------------- | ----------------------------------------------- |
| 1986      | Brotherhood of Justice                 | Les                          | Telefilm                                        |
| 1986      | Heart of the City                      | Tobin                        | Episodi: "Don't Sell Yourself to the Cannibals" |
| 1987      | Matlock                                | Eric Dawson                  | Episodi: "The Nurse"                            |
| 1987      | Conspiracy: The Trial of the Chicago 8 | Oficial de policia           | Telefilm                                        |
| 1988      | Crime Story                            | Frankie 'The Duke' Farantino | Episodi: "Protected Witness"                    |
| 1988      | Murder, She Wrote                      | Tony Gambini                 | Episodi: "A Very Good Year for Murder"          |
| 1988      | Police Story                           | Oficial Don Varney           | Telefilm                                        |
| 1989      | The Case of the Hillside Strangler     | Kenneth Bianchi              | Telefilm                                        |
| 1991      | Twin Peaks                             | John Justice Wheeler         | 5 episodis                                      |
| 1993      | Lake Consequence                       | Billy                        | Telefilm                                        |
| 1993      | Running Delilah                        | Paul                         | Telefilm                                        |
| 1993      | Tales From the Crypt                   | Miles                        | Episodi: "Well-Cooked Ham"                      |
| 1998      | The New Batman Adventures              | Etrigan /Jason Blood         | Episodi: "The Demon Within"                     |
| 1999      | Cleopatra                              | Marc Antoni                  | Minisèrie                                       |
| 2000      | Sole Survivor                          | Joe Carpenter                | Telefilm                                        |
| 2000      | Hendrix                                | Michael Jeffrey              | Telefilm                                        |
| 2001      | The Diamond of Jeru                    | Mike Kardec                  | Telefilm                                        |
| 2001      | Invincible                             | Os                           | Telefilm                                        |
| 2001      | Boston Public                          | Matthew Baskin               | 4 episodis                                      |
| 2004      | Bet Your Life                          | Joseph                       | Telefilm                                        |
| 2005      | Charmed                                | Drake                        | 3 episodis                                      |
| 2008      | Finnegan                               | Brian Clark                  | Telefilm                                        |
| 2009      | Blue Seduction                         | Mikey Taylor                 | Telefilm                                        |
| 2009      | Samantha Who?                          | Winston Funk                 | 5 episodis                                      |
| 2010      | Journey to Promethea                   | Rei Laypach                  | Telefilm                                        |
| 2010      | The Deep End                           | Cliff Huddle                 | Sèrie regular 6 episodis                        |
| 2012      | Red Clover                             | xèrif Conor O'Hara           | Telefilm                                        |
| 2012      | Hannah's Law                           | Lockwood                     | Telefilm                                        |
| 2012      | Robot Chicken                          | Comandant Edwards/Ding Dong  | Episodi: "Poisoned by Relatives"                |
| 2012      | Barabbas                               | Barrabàs                     | Telefilm                                        |
| 2014      | Checked Out                            | Oncle Dennis                 | Telefilm                                        |
| 2014      | Psych                                  | Ian Collins                  | Episodi: "The Break-Up"                         |
| 2015      | The Wheel of Time                      | Ishamael                     | Telefilm                                        |
| 2015      | Community                              | Honda Boss                   | Episodi: "Advanced Safety Features"             |
| 2015–2016 | Mad Dogs                               | Milo                         | 2 episodis                                      |
| 2016      | Guilt                                  | Stan Guthrie                 | Main                                            |